# Каннський кінофестиваль 2016
69-й щорічний Каннський кінофестиваль проходив з 11 по 22 травня 2016 року. Журі головного конкурсу очолив австралійський режисер Джордж Міллер. Ведучим церемоній відкриття та закриття став французький актор Лоран Лафітт. Американську стрічку «Світське життя» Вуді Аллена було обрано фільмом відкриття.
«Золоту пальмову гілку» отримала британська стрічка «Я, Деніел Блейк», яка також виступила фільмом закриття кінофестивалю.

## Перебіг фестивалю
1 лютого 2016 року австралійський режисер Джордж Міллер був оголошений головою журі основного конкурсу.
7 березня була оголошена програма «Ательє» від Сінефондасьйону, яка включила 15 проектів з 14 країн світу, що шукають копродукції.
10 березня 2016 року ведучим церемоній відкриття та закриття кінофестивалю було оголошено французького актора Лорана Лафітта. 15 березня 2016 року японська режисерка Наомі Кавасе була обрана головою журі «Сінефондасьйон» і конкурсу короткометражних фільмів.
21 березня 2016 року було оприлюднено офіційний постер 69-го Канського кінофестивалю, за основу якого було взято кадр з фільму Жана-Люка Годара «Зневага». Над ним працювали Ерв Чігіоні та Жиль Фрапп'є.
22 березня стало відомо склад журі програми «Міжнародний тиждень критиків». Наприкінці березня було оголошено, що американська стрічка «Красиві люди» Вуді Аллена стала фільмом відкриття.

## Журі

### Головний конкурс
- Джордж Міллер — режисер (голова журі)
- Валерія Голіно — акторка і режисерка
- Кірстен Данст — акторка
- Арно Деплешен — режисер
- Мадс Міккельсен — актор
- Ласло Немеш — режисер
- Ванесса Параді — акторка і співачка
- Дональд Сазерленд — актор
- Катайун Шахабі — продюсер

### «Особливий погляд»
- Марта Келлер — акторка (голова журі)
- Джессіка Гаузнер — режисерка
- Дієго Луна — актор і режисер
- Рубен Естлунд — режисер
- Селін Саллетт — акторка

### «Сінефондасьйон» і короткометражні фільми
- Наомі Кавасе — режисерка (голова журі)
- / Марі-Жозе Кроз — акторка
- Жан-Марі Лар'є — режисер
- Раду Мунтян — режисер
- Сантьяго Лоса — режисер

### «Золота камера»
- Катрін Корсіні — режисерка й акторка (голова журі)
- Жан-Крістоф Бержон — кінокритик
- Олександр Роднянський — продюсер
- Ізабель Фріллі — голова Titra Film
- Жан-Марі Дрюжо — оператор

### «Міжнародний тиждень критиків»
- Валері Донзеллі — режисерка й акторка (голова журі)
- Аліс Винокур — режисерка
- Надав Лапід — режисер
- Девід Роберт Мітчелл — режисер
- Сантьяго Мітре — режисер

### «Золоте око»
- Джанфранко Розі — режисер (голова журі)
- / Енн Агіон — режисерка
- Наташа Реньє — акторка
- Тьєррі Гаррель — режисер
- Амір Лабакі — кінокритик

### Queer Palm
- Олів'є Дюкастель і Жак Мартіно — режисери (голови журі)[9]
- Емілі Брісавуан — режисерка й акторка
- Жоао Федерічі — артдиректор фестивалю Mix Brasil
- Марі Совіон — кіножурналістка

## Конкурсна програма

### Головний конкурс
Наступні фільми були вибрані для участі у головному конкурсі:
| Українська назва           | Оригінальна назва     | Режисер(и)                    | Країна виробництва                                               |
| -------------------------- | --------------------- | ----------------------------- | ---------------------------------------------------------------- |
| Американська любка         | American Honey        | Андреа Арнольд                | Велика Британія США                                              |
| Випускний                  | Bacalaureat           | Крістіан Мунджіу              | Румунія Франція Бельгія                                          |
| Водолій                    | Aquarius              | Клебер Мендоніча Філго        | Бразилія                                                         |
| Вона                       | Elle                  | Пол Верховен                  | Франція Німеччина Бельгія                                        |
| Джульєтта                  | Julieta               | Педро Альмодовар              | Іспанія                                                          |
| Ілюзія кохання             | Mal de pierres        | Ніколь Гарсія                 | Франція                                                          |
| Комівояжер                 | فروشنده‎, (Forushande) | Асгар Фархаді                 | Іран                                                             |
| Лавінг                     | Loving                | Джефф Ніколс                  | Велика Британія США                                              |
| Мама Роза                  | Ma'Rosa               | Бріянте Мендоса               | Філіппіни                                                        |
| Моя краля                  | Ma loute              | Брюно Дюмон                   | Франція                                                          |
| Невідома                   | La Fille inconnue     | Жан-П'єр Дарденн, Люк Дарденн | Бельгія                                                          |
| Неоновий демон             | The Neon Demon        | Ніколас Віндінг Рефн          | США                                                              |
| Останнє обличчя            | The Last Face         | Шон Пенн                      | США                                                              |
| Патерсон                   | Paterson              | Джим Джармуш                  | США                                                              |
| Персональний покупець      | Personal Shopper      | Олів'є Ассаяс                 | Франція                                                          |
| Служниця                   | 아가씨 (Agasshi)      | Пак Чхан Ук                   | Південна Корея                                                   |
| Стояти рівно               | Rester vertical       | Ален Гіроді                   | Франція                                                          |
| Сьєраневада                | Sieranevada           | Крісті Пую                    | Румунія Франція Боснія і Герцеговина Хорватія Північна Македонія |
| Тоні Ердманн               | Toni Erdmann          | Марен Ед                      | Німеччина Австрія                                                |
| Це всього лиш кінець світу | Juste la fin du monde | Ксав'є Долан                  | Канада Франція                                                   |
| Я, Деніел Блейк            | I, Daniel Blake       | Кен Лоуч                      | Велика Британія Франція                                          |

### Поза конкурсом
Наступні фільми були вибрані для показу поза конкурсом:
| Українська назва         | Оригінальна назва | Режисер(и)      | Країна виробництва |
| ------------------------ | ----------------- | --------------- | ------------------ |
| Великий Дружній Велетень | The BFG           | Стівен Спілберг | США                |
| Грошова пастка           | Money Monster     | Джоді Фостер    | США                |
| Світське життя*          | Café Society      | Вуді Аллен      | США                |
| Крик                     | 곡성 (Gokseong)   | На Хон Джин     | Південна Корея     |
| Круті чуваки             | The Nice Guys     | Шейн Блек       | США                |

*Фільм відкриття кінофестивалю

#### Нічні покази
| Українська назва   | Оригінальна назва   | Режисер(и)   | Країна виробництва |
| ------------------ | ------------------- | ------------ | ------------------ |
| Дай мені небезпеки | Gimme Danger        | Джим Джармуш | США                |
| Потяг до Пусана    | 부산행 (Busanhaeng) | Йон Сан Хо   | Південна Корея     |

#### Спеціальні покази
| Українська назва               | Оригінальна назва                      | Режисер(и)                          | Країна виробництва |
| ------------------------------ | -------------------------------------- | ----------------------------------- | ------------------ |
| Бовдур                         | Le Cancre                              | Поль Веккіалі                       | Франція            |
| Смерть Людовика XIV            | La Mort De Louis XIV                   | Альберт Серра                       | Франція            |
| Останній засіб                 | L'ultima Spiaggia                      | Танос Анастопулос, Давид Дель Деган | Італія             |
| Засланець                      | Exil                                   | Ріті Панг                           | Камбоджа           |
| Хіссен Хабре. Чадська трагедія | Hissène Habré, Une Tragédie Tchadienne | Махамат-Салех Харун                 | Чад                |

## Нагороди
Нагороди були розподілені таким чином:

### Конкурсна програма

#### Головний конкурс
- «Золота пальмова гілка» — «Я, Деніел Блейк», реж. Кен Лоуч
- Гран-прі — «Це всього лиш кінець світу», реж. Ксав'є Долан
- Найкращий режисер
  - Крістіан Мунджіу («Випускний»)
  - Олів'є Ассаяс («Персональний покупець»)
- Найкращий сценарій — Асгар Фархаді («Комівояжер»)
- Найкраща акторка — Жаклін Хосе («Мама Роза»)
- Найкращий актор — Шахаб Хоссейні («Комівояжер»)
- Приз журі — «Американська любка», реж. Андреа Арнольд

#### «Особливий погляд»
- Найкращий фільм «Особливого погляду» — «Найщасливіший день у житті Оллі Мякі», реж. Юго Куосманен
- Приз журі — «Фісгармонія», реж. Кодзі Фукада
- Найкращий режисер — Метт Росс («Капітан Фантастік»)
- Найкращий сценарій — Дельфін і Мюріел Кулен («Побачити країну»)
- Спеціальний приз — «Червона черепаха», реж. Мікаель Дюдок де Віт

#### «Сінефондасьйон»
- 1-ше місце — «Анна», реж. Ор Сінай
- 2-ге місце — «На пагорбах», реж. Хамід Ахмаді
- 3-тє місце —
  - «Шум облизування», реж. Надя Андрасев
  - «Почуття провини, мабуть», реж. Майкл Лабарка

#### «Золота камера»
- «Золота камера» — «Божественні», реж. Уда Беньяміна

#### Короткометражний конкурс
- «Золота пальмова гілка» — «Таймкод», реж. Хуанхо Гіменес
  - Спеціальна згадка — «Дівчина, яка танцювала з дияволом», реж. Жоау Пауло Міранда Марія

### Паралельна програма

#### «Міжнародний тиждень критиків»
- Гран-прі «Тижня критиків» — «Мімози», реж. Олівер Лакс
- Нагорода «Одкровення» (France 4 Visionary) — «Альбом», реж. Мехмет Джан Мертолу
- Нагорода SACD — «Алмазний острів», реж. Даві Чоу
- Нагорода за найкращий короткометражний фільм-відкриття — «Преняк», реж. Врегас Банутея
- Нагорода Canal+ — «Народження лідера», реж. Антуан Де Бері
- Нагорода від фонду Gan на підтримку дистриб'юції — «Один тиждень і день», реж. Асаф Полонський

#### «Двотижневик режисерів»
- Нагорода Art Cinema — «Вовк і вівця», реж. Шахрбану Садат
- Нагорода SACD — «Водний ефект», реж. Сольвейг Анспах
  - Спеціальна згадка — «Божественні», реж. Уда Беньяміна
- Нагорода Europa Cinemas Label — «Найманець», реж. Саша Вольфф
- Нагорода Illy за найкращий короткометражний фільм — «Королівське полювання», реж. Лізе Акока і Роман Гере
  - Спеціальна згадка — «Звір», реж. Мирослав Сікавіца

### Незалежні нагороди

#### Приз ФІПРЕССІ
- Головний конкурс — «Тоні Ердманн», реж. Марен Ед
- «Особливий погляд» — «Собаки», реж. Богдан Миріца
- «Тиждень критиків» — «Сире», реж. Джулія Дюкорно

#### Екуменічне журі
- Приз екуменічного журі — «Це всього лиш кінець світу», реж. Ксав'є Долан
- Відзнака:
  - «Я, Деніел Блейк», реж. Кен Лоуч
  - «Американська любка», реж. Андреа Арнольд

#### Журі «Золотого ока»
- Нагорода «Золоте око» — «Cinema Novo», реж. Ерік Роча
  - Спеціальна згадка — «Кіномандрівники», реж. Ширлі Абрагам і Аміт Мадхешия

#### Журі Queer Palm
- Нагорода Queer Palm — «Життя Терези», реж. Себастьєн Ліфшиц
- Нагорода Queer Palm за найкращий короткометражний фільм — «Коханець-базіка», реж. Анна Казнав Камбет

#### Журі «Собачої пальмової гілки»
- «Собача пальмова гілка» — Неллі («Патерсон»)
- Гран-прі — Жак («У ліжку з Вікторією»)
- «Собакоманістична пальмова гілка» — Кен Лоуч («Я, Деніел Блейк», за показ триногої собаки на прізвисько Шае)

#### Приз Франсуа Шале
- Приз Франсуа Шале — «Учень», реж. Кирило Серебренніков

#### Нагорода «Вулкан» за технічні досягнення
- Нагорода «Вулкан» — Рю Сон-хі («Пані», артдиректор)

#### Нагорода за найкращий саундтрек Канн
- Нагорода за найкращий саундтрек Канн — Кліфф Мартінес («Неоновий демон»)

### Спеціальна нагорода
- «Почесна золота пальмова гілка» — Жан-П'єр Лео